# 貝南蒂烏斯·福圖內特斯
貝南蒂烏斯·福圖內特斯（Venantius Honorius Clementianus Fortunatus  ）是法兰克墨洛温王朝宫廷拉丁语诗人、赞美诗作家，早期基督教教会普瓦捷主教，生于东哥特王国威尼托（今特雷维索）。他被认为是马格努斯·奥索尼乌斯的后继者。